# The Body in the Library
The Body in the Library (Um Corpo na Biblioteca, no Brasil, Um Cadáver na Biblioteca (1942) ou Um Corpo na Biblioteca (2003) em Portugal) é um romance policial de Agatha Christie, publicado em 1942. É o terceiro livro e o segundo romance a contar com a participação da detetive amadora Miss Marple.

## Enredo
Gossington Hall é a residência do aposentado coronel Arthur Bantry e sua esposa Dolly. Certa manhã, a empregada encontra um cadáver na biblioteca. É uma jovem, vestida e maquiada, com cabelo loiro platinado e completamente desconhecida dos Bantrys. Ela foi estrangulada. O Coronel chama a polícia e a sra. Bantry chama a velha amiga e detetive amadora Miss Marple. Os investigadores da polícia incluem o inspetor Slack e o chefe de polícia de Radfordshire, o coronel Melchett.
Após o reconhecimento da prima, Josie Turner, constata-se que a garota morta é Ruby Keene, uma dançarina de 18 anos do Hotel Majestic, nas proximidades de Danemouth, o que leva a polícia do local a se unir a investigação. Os policiais encarregados do caso logo descobrem uma rede de suspeitos viável, pois Ruby estava a ponto de ser adotada por um homem muito rico chamado Conway Jefferson, que havia perdido os filhos num acidente, a tornando sua herdeira. Os viúvos dos filhos de Jefferson, seu genro Mark e sua nora Adelaide, tinham um forte motivo para querer se ver livres de Ruby, mas ambos possuem álibis. Raymond Starr, instrutor de dança do hotel, dançara com Ruby momentos antes de seu desaparecimento. Para piorar, o carro do último homem que foi visto com Ruby no hotel na noite do crime, George Bartlett, é encontrado numa pedreira, com um cadáver carbonizado dentro dele. E um dos vizinhos dos Bantry, Basil Blake, também parece suspeito. À medida que a polícia dos diferentes locais envolvidos tenta chegar a uma solução, é Miss Marple quem vai juntando as peças do quebra-cabeça.

## Ligações Externas
- Livro Completo em Português